# The Blackouts
The Blackouts — американская панк-рок-группа из Сиэтла (штат Вашингтон), основанная в 1979 году на основе ранее существовавшей группы The Telepaths. Состав новообразованной группы включил в себя вокалиста и гитариста Эриха Вернера (англ. Erich Werner), басиста Майка Дэвидсона (англ. Mike Davidson) и барабанщика Уильяма Рифлина, к которым присоединился клавишник и саксофонист Роланд Баркер (англ. Roland Barker).
После выпуска сингла и мини-альбома на местных лейблах Дэвидсона на бас-гитаре заменил брат Роланда Баркера Пол; с обновившимся составом группа записала сингл «Exchange of Goods» для английского лейбла Situation Two и в 1982 году переехала в Бостон. Там они познакомились с фронтменом Ministry Элом Йоргенсеном, ставшим продюсером их последней записи — мини-альбома Lost Soul’s Club, выпущенного на Wax Trax! Records в 1983 году. Позднее в 1984 году группа вновь переехала — на этот раз в Сан-Франциско; сыграв вместе с Ministry тур по восточному побережью, группа распалась. После распада Вернер вошёл в состав группы Toiling Midgets. Братья Баркеры и Рифлин были приглашены Йоргенсеном в состав Ministry, что сыграло, по мнению обозревателя AllMusic Майкла Саттона, важную роль в становлении более тяжёлого и агрессивного звучания, характерного для группы в последующий период; впоследствии это дало начало долговременному сотрудничеству Йоргенсена и Пола Баркера в составе Ministry и ряда сопутствующих проектов (Revolting Cocks, Lard и тому подобные). Рифлин выступал барабанщиком вышеозначенных групп, а также сотрудничал с KMFDM, Pigface, Nine Inch Nails, R.E.M. и King Crimson; свой дебютный сольный альбом под названием Birth of a Giant Рифлин выпустил в 1999 году.
В 2004 году лейбл K Records выпустил сборник History in Reverse, включивший в себя все имеющиеся студийные записи группы.

## Дискография
| Мини-альбомы - 1980 — Men In Motion (Engram Records) - 1983 — Lost Soul’s Club (Wax Trax! Records) | Синглы - 1979 — «528 Seconds» (Modern Records) - 1981 — «Exchange Of Goods» (Situation Two) |